# Jan Gerritsz (Van Egmond van de Nijenburg)

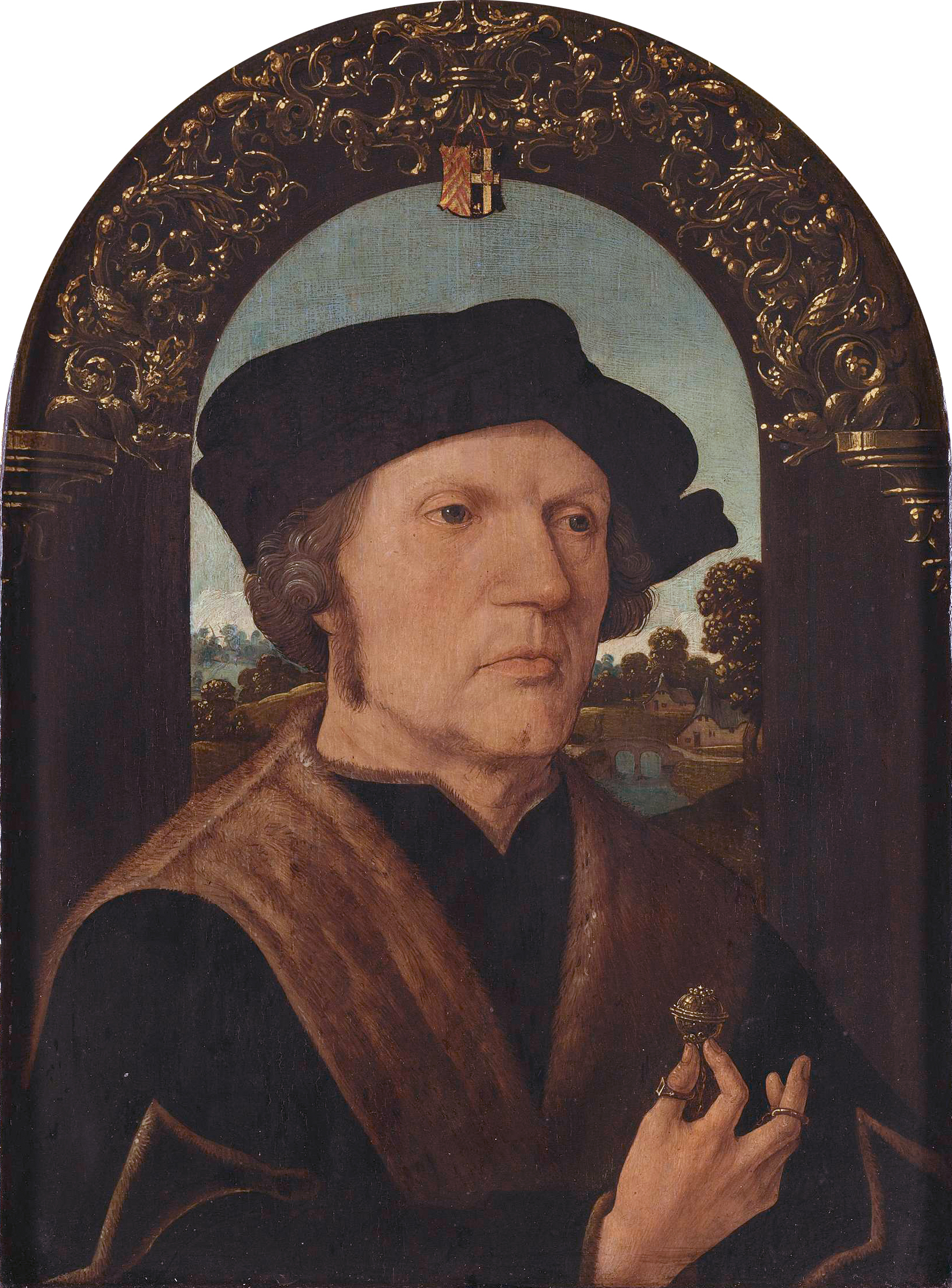
Jan Gerritsz [van Egmond], Gemälde von Jacob Cornelisz. van Oostsanen (1518)

Jan Gerritsz († 25. März 1523) war ein holländischer Patrizier, und entstammte der nachmals Van Egmond van de Nijenburg genannten Familie.

## Biografie

### Familie
Jans Eltern waren Gerrit Willemsz (ca. 1420/1435–vor 1480) und N. van Zaanen. Sein älterer Bruder Jan war Priester und Pastor zu Hillegom. Er selbst ehelichte Judith Heerman van Oegstgeest, mit der er folgende Nachkommen zeugte:
- Judith Jansz (* 1485)
- Jacob Jansz (* um 1486–1541), Mönch
- Gerard Jansz (1487–1560), Mönch
- Catharina Jansdr (* 1488)
- Jan Jansz (1490–1555), Bürgermeister von Alkmaar; seine Linie stellte ferner vier weitere Bürgermeister von Alkmaar, und ist in der ersten Hälfte des 18. Jahrhunderts ausgestorben[4]
- Maria Jansdr (* 1491)
- Cornelis Jansz (1492–1562), Ratsherr am Hof von Holland; seine Linie blieb politisch bedeutungslos, und ist wohl zum Ende des 17. Jahrhunderts hin ausgestorben[5]
- Willem Jansz (1493–1547), Schout von Alkmaar
- Francois Jansz (* 1494)
- Jan Jansz (* 1495), seine Linie stellte ferner sieben weitere Bürgermeister von Alkmaar, und ist 1747 als Letzte des Gesamtgeschlechts ausgestorben[6]
- Geertruyd Jansdr (* 1497)
- Jeronimus Jansz (1498–1549), Priester
- Clara Jansdr (1499–1545)
- Anna Jansdr (1501–1520)
- Catharina Jansdr (* 1502)
- Eva Jansdr (1505–1533)
- Nicolaas Jansz (* 1507; jung verstorben)

### Tätigkeit
Jan Gerritsz verbreitete die Theorie über eine außereheliche Abstammung seiner Familie aus dem Haus Egmond und fügte auch das Egmondsche Wappen zu seinem eigenen hinzu. Jan Gerritsz wurde 1490 Kastellan und Baljuw von der Nijenburg. Zwischen 1480 und 1484 war er Schout von Alkmaar, und 1486 wurde er erstmals Bürgermeister der Stadt. Weitere Ernennungen folgten 1488, 1490, 1491 und 1492.